# Satyria
Satyria  (лат.) — род растений семейства Вересковые.

## Ареал
Виды рода Satyria встречаются в Коста-Рике, Гватемале, Эквадоре, Перу и Никарагуа.

## Виды
Род включает в себя следующие виды:
- Satyria allenii A.C. Sm.
- Satyria carnosiflora Lanj.
- Satyria cerander (Dunal) A.C. Sm.
- Satyria grandifolia Hoerold
- Satyria leucostoma Sleumer
- Satyria meiantha Donn.Sm.
- Satyria nitida A.C.Sm.
- Satyria panurensis (Benth. ex Meisn.) Benth. & Hook.f. ex Nied.
- Satyria polyantha A.C. Sm.
- Satyria vargasii A.C. Sm.
- Satyria ventricosa Luteyn
- Satyria warszewiczii Klotzsch